# شینجی اوتسوکا
شینجی اوتسوکا (انگلیسی: Shinji Otsuka؛ زادهٔ ۲۹ دسامبر ۱۹۷۵) بازیکن فوتبال اهل ژاپن است.
از باشگاه‌هایی که در آن بازی کرده‌است می‌توان به باشگاه فوتبال کاوازاکی فرونتال، باشگاه فوتبال جف یونایتد ایچیهارا چیبا، و باشگاه فوتبال کونسادول ساپورو اشاره کرد.